# Charops cantator
Charops cantator là một loài tò vò trong họ Ichneumonidae.